# Frédérick Gaudreau
Frédérick Gaudreau (* 1. Mai 1993 in Granby, Québec) ist ein kanadischer Eishockeyspieler, der seit Juni 2025 bei den Seattle Kraken aus der National Hockey League unter Vertrag steht und dort auf der Position des Centers spielt.

## Karriere
Gaudreau spielte während seiner Juniorenzeit zwischen Herbst 2011 und November 2013 für die Cataractes de Shawinigan in der Québec Major Junior Hockey League. Mit der Mannschaft gewann er im Frühjahr 2012 den prestigeträchtigen Memorial Cup. Nach etwas mehr als zwei Jahren in Shawinigan wechselte der Stürmer innerhalb der Liga zu den Voltigeurs de Drummondville, wo er seine Karriere bei den Junioren zu Ende brachte und am mit der Trophée Frank J. Selke für den sportlich fairsten Spieler der Liga ausgezeichnet. Im Verlauf der Spielzeit hatte Gaudreau lediglich zwei Minuten auf der Strafbank verbracht.
Ungedraftet wechselte der Franko-Kanadier im Sommer 2014 in den Profibereich und unterschrieb einen Einjahresvertrag bei den Milwaukee Admirals aus der American Hockey League, die ihn im Saisonverlauf zudem in der ECHL bei den Cincinnati Cyclones einsetzten. Aufgrund seiner Leistungen wurde der auslaufende Vertrag vor der Saison 2015/16 erneuert. Nachdem sich Gaudreau im Verlauf des Spieljahres zu einem der Eckpfeiler im Team der Admirals entwickelt hatte, wurden die mit Milwaukee in Kooperation stehenden Nashville Predators aus der National Hockey League auf den Mittelstürmer aufmerksam. Im Januar 2016 erhielt er schließlich einen für zwei Jahre gültigen NHL-Einstiegsvertrag. Im Verlauf der Saison verblieb er allerdings in der AHL und feierte erst kurz nach Beginn der Saison 2016/17 sein Debüt in der NHL für die Predators. Am Ende der Spielzeit erreichte er mit Nashville das Finale um den Stanley Cup, unterlag dort jedoch den Pittsburgh Penguins.
Nach sechs Jahren in der Organisation der Predators wurde sein auslaufender Vertrag nach der Spielzeit 2019/20 nicht verlängert, sodass er sich im Oktober 2020 als Free Agent den Pittsburgh Penguins anschloss. In gleicher Weise wechselte er im Juli 2021 zu den Minnesota Wild, wo er in der Saison 2021/22 mit 44 Punkten aus 76 Partien seinen bisherigen Karriere-Bestwert verzeichnete. Nach vier Jahren in Minnesota wurde er im Juni 2025 im Tausch für ein Viertrunden-Wahlrecht im NHL Entry Draft 2025 an die Seattle Kraken abgegeben.

## Erfolge und Auszeichnungen
- 2012 Memorial-Cup-Gewinn mit den Cataractes de Shawinigan
- 2014 Trophée Frank J. Selke
- 2016 Teilnahme am AHL All-Star Classic

## Karrierestatistik
Stand: Ende der Saison 2024/25
(Legende zur Spielerstatistik: Sp oder GP = absolvierte Spiele; T oder G = erzielte Tore; V oder A = erzielte Assists; Pkt oder Pts = erzielte Scorerpunkte; SM oder PIM = erhaltene Strafminuten; +/− = Plus/Minus-Bilanz; PP = erzielte Überzahltore; SH = erzielte Unterzahltore; GW = erzielte Siegtore; 1 Play-downs/Relegation; Kursiv: Statistik nicht vollständig)